# Castle Valley
Castle Valley is een plaats (town) in de Amerikaanse staat Utah, en valt bestuurlijk gezien onder Grand County.

## Demografie
Bij de volkstelling in 2000 werd het aantal inwoners vastgesteld op 349.
In 2006 is het aantal inwoners door het United States Census Bureau geschat op 364, een stijging van 15 (4,3%).

## Geografie
Volgens het United States Census Bureau beslaat de plaats een oppervlakte van
20,9 km², geheel bestaande uit land.

## Plaatsen in de nabije omgeving
De onderstaande figuur toont nabijgelegen plaatsen in een straal van 68 km rond Castle Valley.